# Hodh El Chargui
Le Hodh El Chargui, ou Hodh Ech Chargui, est une wilaya de Mauritanie, située dans le sud-est du pays, à la frontière du Mali. Son chef-lieu est Néma.

## Géographie

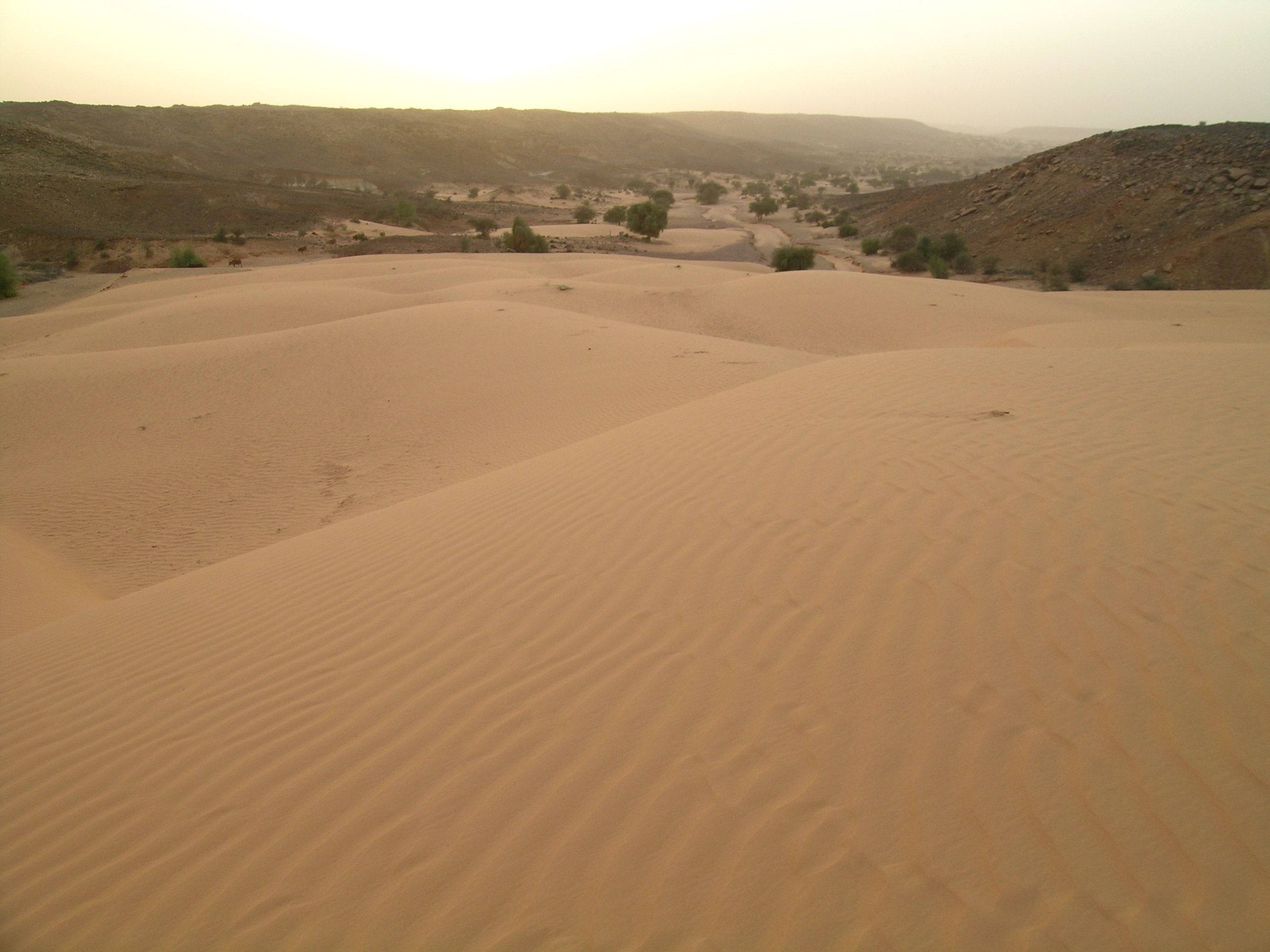
Vallée au nord de Oualata

Le Hodh El Chargui tire son nom du vaste bassin – ou dépression – connu sous le nom de « Hodh », (de l'arabe hod) dont il constitue la partie orientale (de l'arabe sharq qui signifie « Est »), par opposition à la région du Hodh El Gharbi, située plus à l'ouest.
D'une superficie d'environ 183 000 km2, cette région désertique connaît un climat particulièrement rude.
Une grande partie du territoire est dépourvue de pistes, mais la route transmauritanienne, connue sous le nom de « Route de l'Espoir », relie la capitale du pays, Nouakchott, à Néma qui en constitue l'aboutissement.

## Organisation territoriale

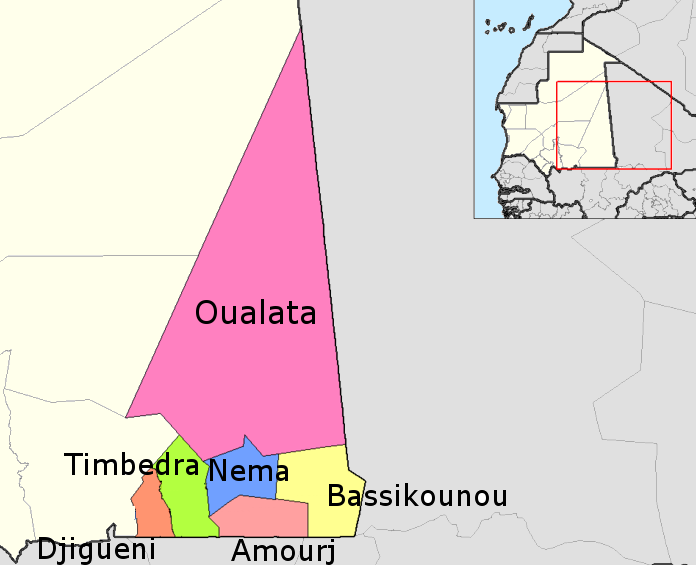
Départements (moughataas) de l'Hodh Ech Chargui

Les départements du Hodh El Chargui sont :
- Département d'Amourj, composé des communes de :
  - Amourj, Adel Bagrou, Bougadoum

- Département de Bassikounou, composé des communes de :
  - Bassikounou, El Megve, Fassale, Dhar

- Département de Djiguenni, composé des communes de :
  - Djiguenni, Mabrouk, Feirenni, Beneamane, Aoueinat Ezbel, Ghlig Ehl Beye, Ksar El Barka

- Département de Néma, composé des communes de :
  - Néma, Achemine, Jerif, Bangou, Hassi Etile, Oum Avnadech, El Mabrouk, Beribavar, Noual, Agoueinit

- Département d'Oualata, composé de la commune de :
  - Oualata

- Département de Timbedra, composé des communes de :
  - Timbedra, Touil, Koumbi Saleh, Bousteille, Hassi M'Hadi

## Population

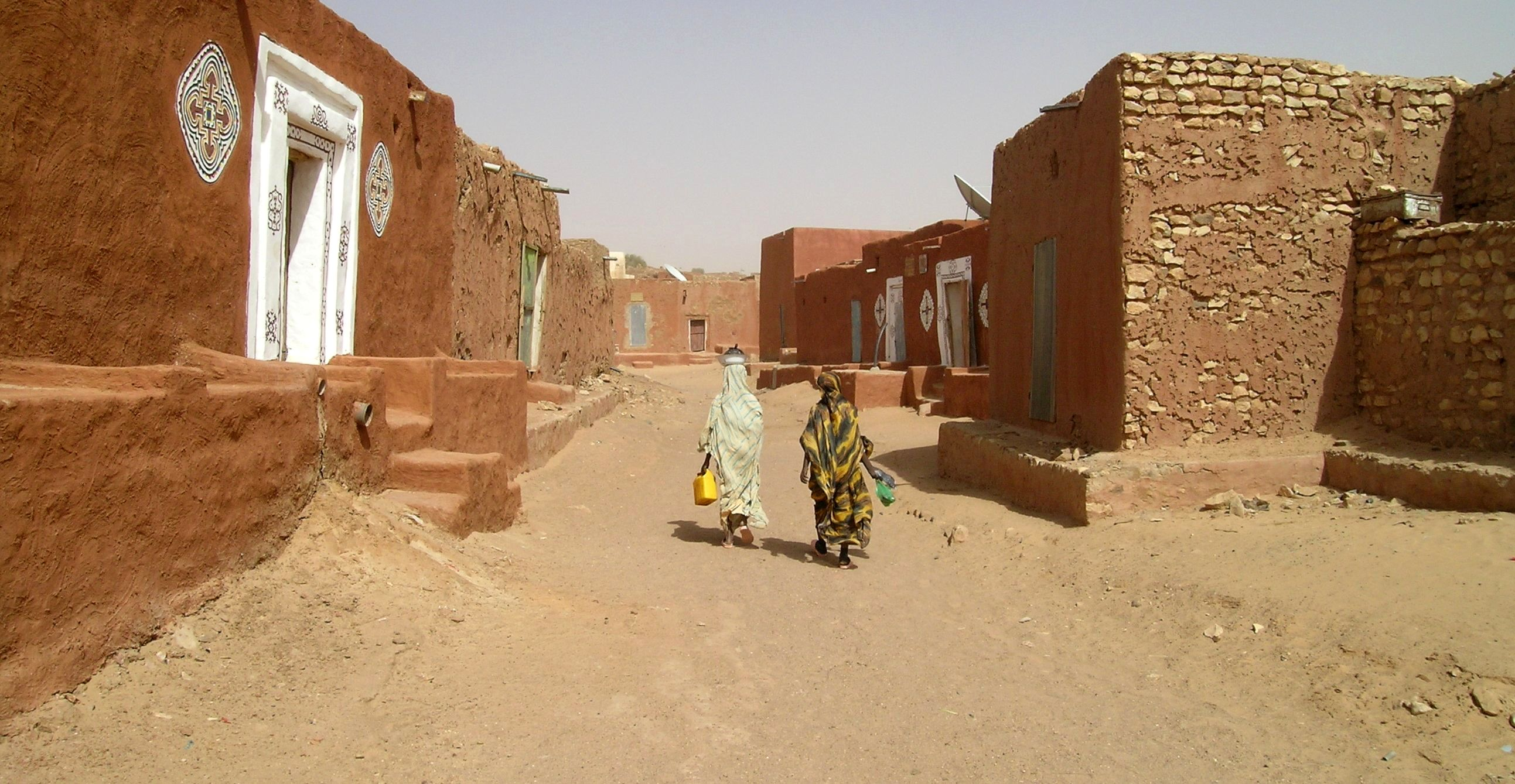
Une rue de Oualata

C'est une région peu peuplée, mais la présence de réfugiés maliens n'a pas toujours facilité les décomptes. En 1977 la population était estimée à 157 000 habitants. Lors du recensement de 1988, 212 203 personnes y ont été officiellement dénombrées. Au moment du Recensement général de population et de l'habitat (RGPH) de 2000, le Hodh Ech Chargui comptait 281 600 habitants.
Outre Néma, la capitale régionale, et la ville historique de Oualata, les principaux centres urbains sont Timbedra, Amourj et Bassikounou.
Dans les tribus commerçantes maures, par tradition économiquement extraverties, celles du Hodh sont basées traditionnellement au Mali et en Côte d’Ivoire.
C'est le haut lieu d'origine des « Azers », une tribu tenant à la fois des Soninkés et des Arabo-berbères. Ils sont aussi nommés « aswanik » c'est-à-dire ceux d'Aswan, ville d'origine des Soninké en Égypte. Également « guirgankés » dans la tradition soninké. Les Azers portent le plus souvent le patronyme « bérété », reconnu par la tradition soninké comme étant celui des enfants métis de Dinga présentés comme les ancêtres des Soninkés. Il s'agit du brassage ethnique opéré entre Soninkés (Maraka, Sarakollés) et Maures lors de l'empire du Ghana et dont cette famille est l'illustration. 
La langue azer semble disparue depuis 1980, l'usage du hassanya s'étant généralisé.